# Tom Regan

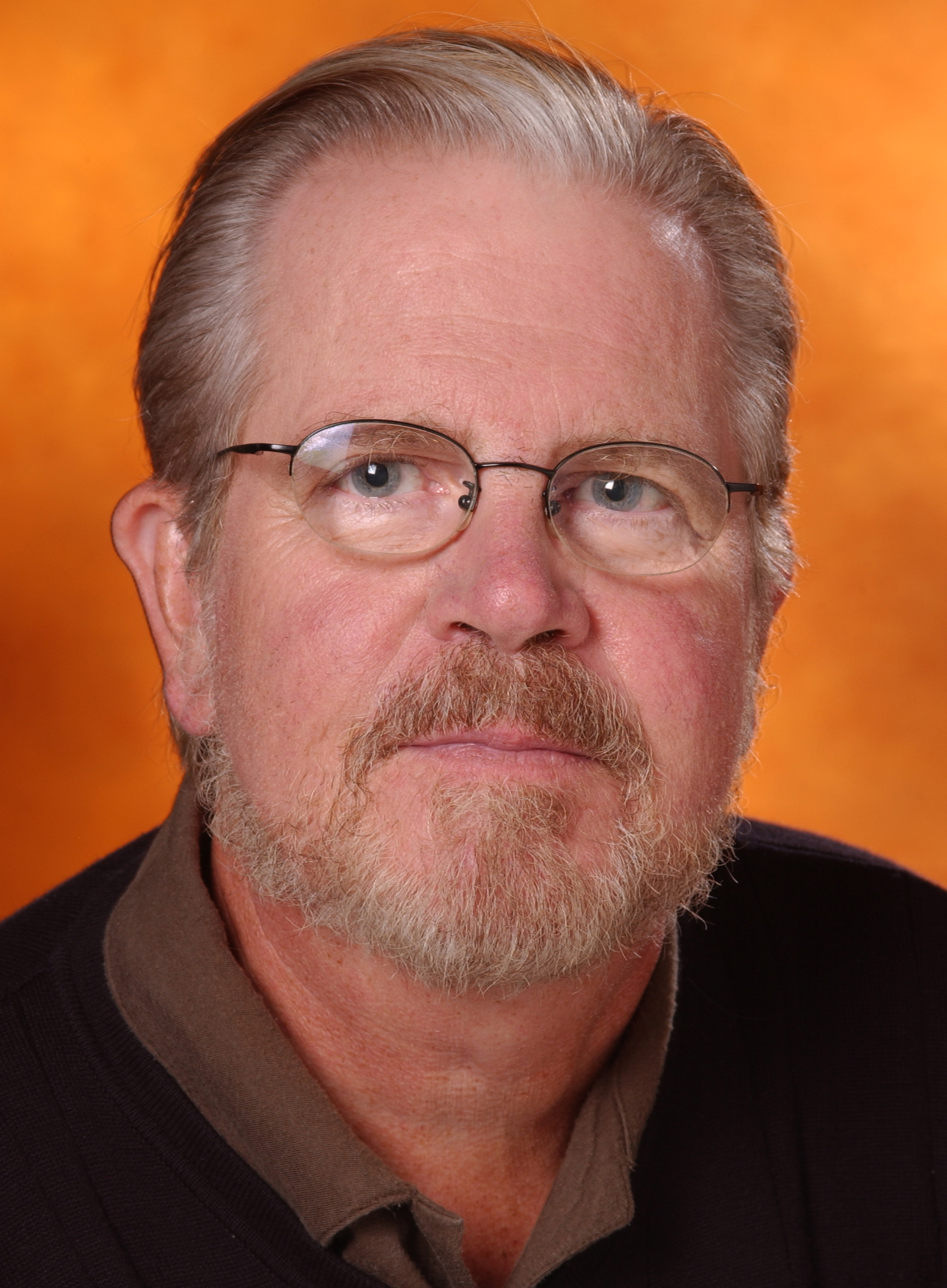
Tom Regan

Tom Regan (ur. 28 listopada 1938 w Pittsburghu, zm. 17 lutego 2017) – amerykański filozof specjalizujący się w teorii praw zwierząt. W latach 1967–2001 profesor Uniwersytetu Stanowego w Karolinie Północnej. Głosił teorię praw zwierząt opartą na prawach, w przeciwieństwie do Petera Singera korzystającego z filozofii utylitarystycznej.

## Poglądy
Był autorem książek nt. filozofii praw zwierząt, które stały się jednym z głównych źródeł inspiracji ruchu wyzwolenia zwierząt. Twierdzi w nich, że zwierzęta niebędące ludźmi mają prawa moralne. Wywodzi swoje wnioski z filozofii Kanta, choć odrzuca jego przekonanie, że etyczne traktowanie należy się tylko istotom racjonalnym. Wskazuje, że sami przyznajemy wartość (a w konsekwencji traktujemy je zgodnie z wymaganiami etyki) noworodkom czy ludziom znacznie upośledzonym umysłowo, a jednak nie różnią się oni w żaden istotny sposób od zwierząt. Wprowadził on pojęcie „podmiotu życia” (ang. subject-of-a-life), czyli istoty, która ma wewnętrzną wartość (ang. inherent value), której przysługują podstawowe prawa, w tym np. prawo do życia, wolności od cierpienia, wolności i poszanowania godności. Jego zdaniem, by należeć do tej grupy nie trzeba być czynnym podmiotem moralnym (racjonalnie działającym, mającym prawa i obowiązki moralne człowiekiem; ang. moral agent), a wystarczy być adresatem moralnym/pasywnym podmiotem moralnym (moral patient).

Filozofia praw zwierząt opowiada się po stronie, a nie przeciwko sprawiedliwości. Nie możemy łamać praw nielicznych, tak by zyskali liczni. Niewolnictwo na to pozwala, praca dzieci na to pozwala, wszystkie niesprawiedliwe instytucje społeczne na to pozwalają, ale nie filozofia praw zwierząt, której najwyższą zasadą jest zasada sprawiedliwości.

„Podmioty życia”, to istoty, które „mają przekonania i dążenia. odczuwają, mają pamięć i poczucie przyszłości, w tym ich własnej przyszłości, przeżycia emocjonalne wraz z wrażeniami bólu i przyjemności, zdolność do działania pozwalającego na realizację własnych dążeń i osiąganie własnych celów, własne interesy i zdolność do ich wyboru, trwałą psychofizyczną indywidualność oraz własne dobro polegające na tym, że ich doznania mogą być dla nich pozytywne lub negatywne logicznie niezależnie od ich użyteczności dla innych i nie są przedmiotem realizacji interesów kogokolwiek innego”.
Do tej grupy ponad wszelką wątpliwość zaliczają się – zdaniem Regana – wszystkie normalne ssaki starsze niż rok.
Amerykanin twierdzi, że jeśli chcemy być sprawiedliwi, to musimy przyznać podstawowe prawa części zwierząt lub odebrać je części ludzi. Skoro nie jesteśmy skłonni uczynić tego drugiego, słuszną rzeczą jest zrobienie tego pierwszego – argumentuje. Regan rozszerza zatem imperatyw kategoryczny Kanta na wszystkie „podmioty życia”. Zgodnie z postulowaną przez Amerykanina nową zasadą wszystkie istoty należące do tej kategorii należy traktować jako cele same w sobie, a nie jako środki do celu. W praktyce pociąga to za sobą radykalne konsekwencje praktyczne: zakaz spożywania mięsa, zakaz polowań, wykorzystywania zwierząt w celach rozrywkowych bądź naukowych.